# نیروگاه موج

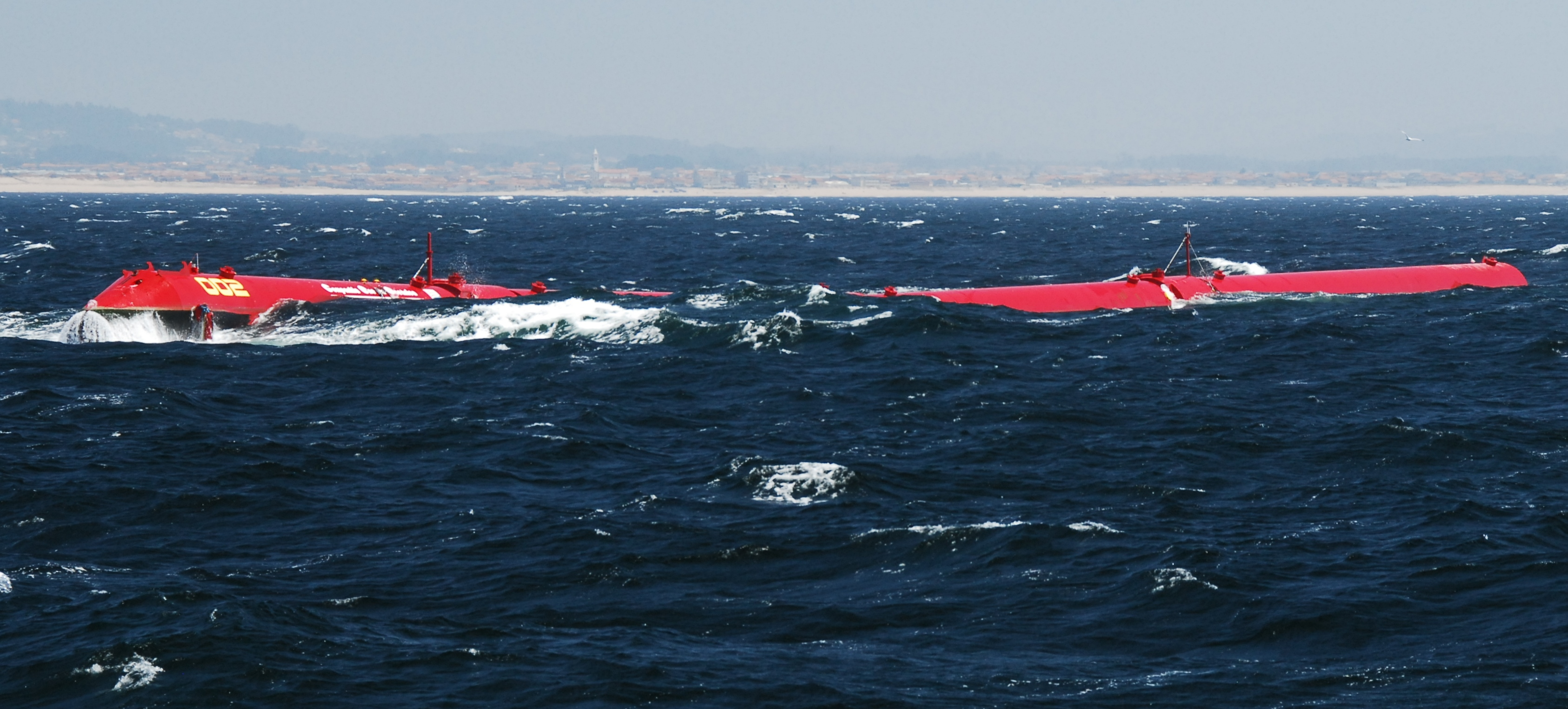
دستگاه تبدیل انرژی پلامیس

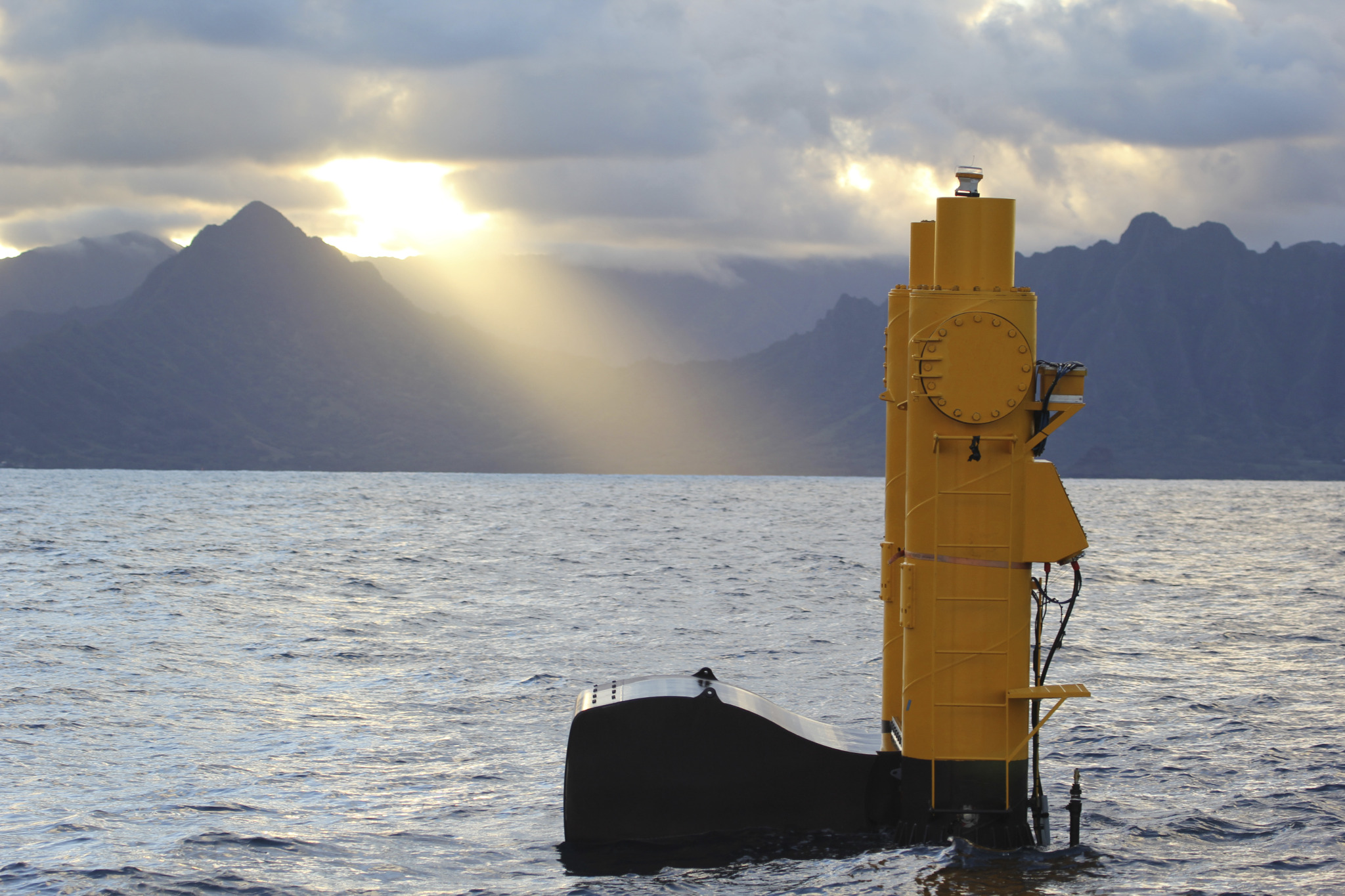
دستگاه تبدیل انرژی امواج آزورا در هاوایی که از امواج سطح اقیانوس، انرژی الکتریکی تولید می‌کند.

نیروگاه امواج یا جایگاه امواج انرژی یا همان محل توقف نیروگاه موج مجموعه‌ای از ماشین آلاتی است که انرژی موج را به جریان برق تبدیل می‌کنند. نیروگاه موج در محدود دور از دریا واقع شده‌است.
اولین نیروگاه موج در کشور پرتغال، نیروگاه موج آگوکادورا خود شامل ۳ نوع از ماشین آلات pelamis می‌باشد. یکی از بزرگترین نیروگاه‌های موج نیز در کشور اسکاتلند طرح‌ریزی شده‌است.

## بریتانیا

### اسکاتلند
بودجه بندی نیروگاه موج در کشور اسکاتلند در ۲۰ فوریه سال ۲۰۰۷ توسط فرمانداران اسکاتلندی به اطلاع همگان رسید، به طوری که مبلغ بیش از ۴ میلیون یورو رت به عنوان بخشی از ۱۳ میلیون یورو در بودجه‌بندی‌های بسته‌های نیروهای زیر آبی در اسکاتلند در نظر گرفته بودند.
این نیروگاه بالطبع یکی از بزرگترین‌های جهان با ظرفیت ۳ مگا وات خواهد بود که توسط ۴ ماشین آلات روی کارآمده است. برای کسب از اطلاعات بیشتر نیز هم چنین انرژی تجدید پذیر در اسکاتلند را مورد بررسی و مطالعه قرار دهید. از طرفی فناوری انرژی اقیانوسی بر اساس موارد مطرح OPT در پنتاگون، نیوجرسی در روند توسعه نیروگاه موجCromarty Firth دخالت به همراه داشته‌است. در این میان PB150 PowerBuoyبه شکل توانست در سال ۲۰۰۱ توسط تیم متشکل (Invergordon) از اسکاتلند محدود به مرز فرانسه و ایتالیا، سرویس هاس بندرگاهی محدود با پشتیبانی دولتمردان بندرگاه Cromarty Firth خود در پیش روی داشته باشد.
در این بین چالش نوبل Saltire 10 میلیون یورو یی را به عنوان اولین در تولید ۱۰۰ گیگا وات در نظر گرفته‌اند که نیروی آن از نیروگاه موج در طول یک دوره ۲ ساله تا سال ۲۰۱۷ تأمین خواهد شد (در حدود ۵٫۷ مگا وات به‌طور میانگین)

### انگلستان
بودجه بندی در نیروگاه موجی که به اصطلاح آن را با نام Wave hub می‌شناسیم در دورتر از سواحل شمالی کورن وال واقع شده‌است. انگلستان در سال ۲۰۰۷ آن را به درجه تصویب رسانیده‌است. در این بین Wave hub در قالب یک کابل گسترده عمل می‌کند، بطوری که توسعه گران آن توانسته‌اند در جهت نصب و راه‌اندازی و پیشبرد ابزارهای تولیدکننده انرژی موج پیش روند. این خود در حالی است هزینه‌های ارتباطی آن روبه کاهش پیش رفتنه است. از این رو چهار سایت در پیش روی داریم، بطوری که در ابتدای امر تا بیش از ۲۰ مگا وات طرفیت انرژی موج را به همراه داشته‌است. capacity.Ocean Power Technologies (OPT), based حال بر اساس فناوری ظرفیت انرژی اقیانوسی در پنتاگون نیوجرسی که در نیروگاه موج Wave hub درکورن وال انگستان در نظر داشته‌ایم، OPT با هدف توسعه فناوری PowerBuoy در قالب یک انرژی تجدید پذیر نوآورانه پیش رفته‌است و از این رو انتظار بر آن دارد تا اولین تجهیزات دور از ساحل خود در ایالت متحده آمریکا را جهت معرفی و تأیید آرایش نظامی ابزارهای مولد انرژی موج را ایجاد نماید.

## ایالت متحده آمریکا
در این بین نیروی موج در ایالت متحده آمریکا در جهت توسعه عملیات خود در جندین محل دور از سواحل شرقی و غربی و نیز همچنین سواحل هاوایی پیش رفته‌است. این روند فرار از فاز تحقیقاتی صورت گرفته‌است و از طرفی روندهای نصب و راه اندازی اصلی بنوعی طرح‌ریزی شده‌است تا آن را طی چند سال آتی در راستای برنامه‌های خود قرار دهیم. کاربرد آن تا به امروز مربوط به شرایطی بوده‌است که دیگر اشکال انرژی تولیداتی از نظر اقتصادی مقرون به صرفه نخواهند بود و از طرفی نیز نیرو ی برونداد اخیراً درمینه‌ترین حالت خود بوده‌است.
حال مطابق با جوامع رئسای تجارت در ائتلافات انرژی تجدید پذیر اقیانوسی جوامع تجاری، پتانسیل کل دور از سواحل ایالت متحده آمریکا برابر ۲۵۲میلیون مگا وات به‌طور ساعتی در طول هر سال بوده‌است.
علیرغم نبود اجراییات اخیر پروژه‌های اصلی، سرمایه‌گذاری‌های مهمی بر روی بخشی از شرکت‌های تجهیزاتی عمومی صورت گرفته‌است و از طرفی بودجه‌های فدرال جهت اجرا و با توجه به شرایط اقتصادی قابل توجه دو مرکز نیروگاه موج انرژی جدید را در ۳۰ سپتامبر ۲۰۰۸ را به آن تخصیص داده‌اند در ۱۸ دسامبر۲۰۰۷، شرکت گاز و الکتریسته اقیانوس اطلس به عنوان یکی از بزرگترین شرکت‌های ملی معرفی ساختند از این رو توافقات تجاری در جهت خرید نیروی ایجاد شده توسط انرژی موج صورت گرفته‌است این تصمیمات تا حدی در بازار انرژی الکتریسته عمومی در ایالت کالیفرنیا با نظارت جدی محدودیت‌های انرژی تجدید پذیر اتخاذ شده‌است. اخیراً قوانین حقوقی ایالت کالفرنیا خود لازمه آن است که تجهیزات عمومی باید بتوانند ۲۰ درصد از نیروی برق خود را منابع انرژی تجدید پذیر همچون باد، نور خورشید و نیروی موج را تا سال ۲۰۱۰ بدست بیاورند. پس از انتخابات عمومی در تاریخ ۴ نوامبر ۲۰۰۸، این قوانین خود با تغییراتی همراه بوده‌است، بزوری که توانسته‌است به شکل یک قانون سخت گیرانه مبدل گردد، از این رو مطابق با آن می‌توان گفت تجهیزات عمومی خود لازمه آن است تا سهمیه نیروی برق خود را از منابع تجدید پذیر تا حدود ۲۰ درصد تا پایان سال ۲۰۱۰، ۴۰ درصد تا سال ۲۰۲۰ و ۵۰ درصد تا سال ۲۰۲۵روبه افزایش پیش ببرند.
از دیدگاه فدرال و تحت نظارت پژوهش انرژی تجدید پذیر و مفاد قانون تا ۲۰۰۷، در این بین ایالت متحده آمریکا ۲۰۰ میلیون دلار را صرف بودجه بندی فدرال در زمینه فناوری انرژی موج را متحمل شده‌است که از سال ۲۰۰۸ تا سال ۲۰۱۲ را به این منظور در نظر گرفته‌اند. در این بین(DOE) دپارتمان انرژی ایالت متحده آمریکا اخیراً مسئولیت ۵۰ میلیون دلار در هر سال مالی را به منظور پژوهش، توسعه، معرفی و کاربردهای تجاری انرژی اقیانوسی بر عهده داشته‌است.
در طول سال ۲۰۰۸، اولین سال تخصیصات مالی در زمینه انرژی موج، به‌طور کلی ۱۴ پذیرنده به این منظور در پیش روی داشته‌ایم. یکی از پذیرنده‌های قابل توجه خود شامل دانشگاه ایالتی اوروگان و دانشگاه هاوایی بوده‌است. در این میان دانشگاه ایالت اوروگان با همکاری دانشگاه واشینگتن در جهت توسعه و اجرای مرکز انرژی تجدید پذیر آبی مالی موج و انرژی جذر و مد پیش خواهد رفت. دومین پذیرنده، دانشگاه هاوایی می‌باشد که در جهت توسعه و اجرای مرکز انرژی تجدید پذیر در هاوایی پیش رفته‌است.
در این بین شرکت انرژی اقیانوسی لنگرگاه سبز، سیاتل در زمینه کمسیون ساماندهی انرژی فدرال پیش رفته‌است تا به موجب آن انرژی برگرفته از امواج دورتر از سواحل کالیفرنیا، هاوایی، ماساچوست، نیوجرسی، نیویورک و جزایر رود را مهار نماید. این پروژه ۲۸ بیلیون دلاری بالطبع در قالب یکی از بزرگترین پروژه‌های انرژی تجدید پذیر در این ملل برشمرده شده‌است.
در طول سال ۲۰۱۲، فناوری نیروی اقیانوسی (O.P.T.), بر اساس موارد مطرح در پنتاگون، نیوجرسی در پروژه‌های موج در ایالت متحده آمریکا وارد عمل شده‌است.
- PowerBuoy، خود استوار، نیوجرسی- O.P.T به شکل موفق توانسته‌است PowerBuoy® خود را دور تر از سواحل نیوجرسی راه‌اندازی نماید که توسط O.P.T و تحت نظارت برنامه PowerBuoy(LEAP) خود استوار ناوی اعزامی لیتورال برای ایمنی ساحلی و نظارت کرانه‌ای طراحی و تولید شده‌است.
- مصب Coos, اروگون - O.P.T همواره در نظر دارد تا در جهت توسعه پارک موجی تجاری خود در مقیاس بزرگتر در آمریکای شمالی در مصب Coos واقع در اورگون پیش رود. سایز از پیش طراحی شده این پارک بیش از ۱۰۰ مگا وات برآورد شده‌است و از این رو به عنوان یکی از بزرگترین پروژه انرژی موج در زمان تکمیل آن در سرتاسر جهان شناخته خواهد شد.
- Reedsport, Oregon - O.P.T. یکی از پارک موج‌های تجاری در سواحل شرقی ایالت متحده آمریکا می‌باشد که در فاصله ۲٫۵ مایلی دور تر از ساحل و در نزدیکی Reedsport, Oregon واقع شده‌است. اولین فاز این پروژه برای 10 PB150 PowerBuoys یا با جریان ۱٫۵ مگا وات در نظر گرفته شده‌است.[۸] از این رو نیروگاه موج هم‌اکنون با هدف نصب و راه‌اندازی آن تا بهار ۲۰۱۳ برنامه‌ریزی شده‌است.[۹]
- اوهایو، هاوایی – از سال ۲۰۰۹ تا 2011. O.P.T، این اقیانوس توانسته‌است PowerBuoy خود را در مصب کنوهه در هاوایی مورد ارزیابی قرار دهد. از این رو PowerBuoy اوهایو تخت نظارت برنامه شرکت با همکاری ناوی ایالت متحده آمریکا در ارزیابی اقیانوس‌ها و معرفی PowerBuoysهمچون اتصال آن به شبکه اوهایوشروه به کار نموده‌است.
- شهر آتلانتیک، نیوجرسی – این پروژه نمونه، بطوری است که ضابطه‌های مربوط به آن در نمونه پروژه PowerBuoy و ارزیابی آن در دورتر از سواحل آتلانتیک سیتی نشان داده شده‌است، بطوری که این پروژه به شکل جامع در قالب طراحی buoys در هاوایی، اسپانیا و PowerBuoys در اسپانیا روی کار آمده‌است.

## پرتغال
در این بین نیروگاه موج آکوادورا به عنوان اولین نیروگاه موج در مقیاس تجاری شناخته شده‌است. این نیروگاه در فاصله ۵ کیلومتری (سه مایلی) دور تر از ساحل در مجاورتPóvoa de Varzim در ضلع شمالی اوپرتو در کشور پرتغال واقع شده‌است.. این نیروگاه با سطح اقیانوسی با استفاده ۳ مبدل انرژی موج Pelamis توانسته‌است در جهت تبدیل حرکات امواج سطح اقیانوسی به نیروی برق پیش رود در مجمو ع ۲۵ مگا وات از نظر ظرفیت نصب کلی به همراه دارد. اولین نیروی تولیدی تبدیلی به صورت شبکه‌های پرتغالی در ژوئیه ۲۰۰۸ صورت گرفته‌است، بطوری که به شکل رسمی در ۲۳ سپتامبر ۲۰۰۸ توسط وزیر اقتصاد پرتغال بازگشایی شده‌است. در این بین نیروگاه موج پس از گذشت دو ماه پس از روی کارآمدن شبکه‌های پرتغالی در نوامبر ۲۰۰۸ بسته شد که خود ناشی از مشکلات فنی در ماشین آلات بوده‌است.

## ایتالیا
در این بین شرکت انرژی ۴۰ جنوبی دارای محل ارزیابی دور تر سواحل خود در Castiglioncello واقع در ایتالیا بوده‌است و طرح‌هایش در جهت بروزرسانی سایت خود در پارک موج انرژی تجاری بوده‌است، بطوری که به این منظور آن را از طریق یک کابل الکتریکی به ساحل متصل ساخته ا ست. در این اثنا، مالکین نصب و راه‌اندازی کشاورزی آبی در دور تر از ساحل در لاوانگا، ایتالیا در پردازش تبدیل امتیاز آن از جایگاه کشت ماهی به جایگاه کشت ماهی و تولید نیروی برق پیش رفته‌اند. این فناوری در پارک موج انرژی از انرژی 40South بدست آمده‌است.

## روسیه
در سال ۲۰۱۳، شرکت اقیانوسی روسی بر اساسYekaterinburg توانست خطوط ژنراتورهای انرژی موج را معرفی سازد که از ۱۶۰ وات تا ۱ مگا وات (برنامه‌ریزی شده) متغیر است). Their modular design allows to assemble a wave power طراحی مدل آن این خود امکان آن را می‌دهد تا در جهت شبیه‌سازی نیروی موج نیروگاه با ظرفیت مطلوب پیش روند. علی‌رغم دیگر پروژه‌های نیروی موج که با هدف در مقیاس کوچک و تولید برق خصوصی روی کارآمده‌اند.